# Федерація футболу СРСР
Федерація футболу СРСР — громадська спортивна організація з управління футболом в СРСР, створена 6 травня 1959 року шляхом перетворення заснованої в 1934 році Секції футболу СРСР. Діяльність ФФСРСР спрямована на розвиток і популяризацію футболу в СРСР. Перший голова — Валентин Гранаткін.

## Історія

### Передісторія
Офіційно датою народження футболу на теренах колишнього СРСР вважається 12 (24 по новому стилю) жовтня 1897. У цей день був проведений перший зафіксований спортивною пресою матч футбольних команд.
6 (19) січня 1912 року, на установчих зборах у Санкт-Петербурзі створений Всеросійський футбольний союз — перший офіційний футбольний орган Російської імперії(члени- засновники, міські ліги ::Одеси,Києва,Севастополя, Риги, СанктПетербурга, Москви, незабаром приєднається Лодзь,а також Богородськ). Створенню ВФС сприяло кілька важливих факторів: по-перше, на той момент футбол став найпопулярнішим видом спорту в Росії, по-друге, до того часу в країні ще не було засновано жодної єдиної організації, яка займалася б впритул футболом і, по-третє, на носі були V Олімпійські ігри в Стокгольмі. Таким чином, 6 січня 1912 року був створений ВФС, в який відразу увійшли 52 футбольних клуби та головою був обраний Артур Давидович Макферсон (президент Санкт-Петербурзької футбольної ліги). На засіданні також вирішили низку питань, які стосувалися організації та проведення матчів, був затверджений проект статуту ВФС. У перші роки радянської влади футболом в країні керували міські ліги.
17 (30) червня 1912 року, в Стокгольмі на засіданні виконкому ФІФА Росія була прийнята в ФІФА, за підсумками зборів представниками від Росії у виконком ФІФА були обрані Георгій Дюперрон і Роберт Фульда.
27 грудня 1934 року постановою Всесоюзної ради фізичної культури СРСР створена Секція футболу СРСР як вища громадська організація з управління футболом. Першим головою Секції футболу СРСР був обраний Олексій Соколов.
Одночасно при спортивному міністерстві СРСР (Спорткомітет СРСР) існувало управління, яке теж керувало радянським футболом. Але для ФІФА єдиним законним органом, що представляв СРСР, була Секція футболу. Подвійна система управління вітчизняним футболом проіснувала до 1972 року.
27 липня 1947 року, на конгресі ФІФА в Люксембурзі внесли пропозицію про прийняття Секції футболу СРСР у ФІФА. А пізніше 27 вересня 1947 року конгрес ФІФА в Роттердамі затвердив прийняте рішення про прийом Секції футболу СРСР до ФІФА. СРСРі було надано місце постійного віце-президента ФІФА з формулюванням: За заслуги народів СРСР у другій світовій війні,,  був обраний Валентин Гранаткін.
В 1950 році Валентин Гранаткін очолив Секцію футболу СРСР.

### Заснування Федерації футболу СРСР
6 травня 1959 року на установчій конференції була заснована Федерація футболу СРСР. Як і її попередники, Федерація футболу СРСР займалася організацією вітчизняного чемпіонату, міжнародними зв'язками та розвитком всього радянського футболу в цілому. Першим головою був обраний Валентин Гранаткін.
У зв'язку з подвійним керівництвом футболу в країні, в 1972 році Федерація футболу СРСР була реорганізована. З цього моменту спостерігається різкий спад результатів збірної СРСР. З 1972 по 1982 рік збірній СРСР жодного разу не вдалося потрапити на чемпіонат світу та Європи. В історії вітчизняної футбольної збірної настає найгірший період. Усім було видно, що найкращих результатів збірна країни домоглася в ті роки, коли у вітчизняного футболу було подвійне керівництво — суспільне і державне. Саме тому в 1990 році була відновлена Федерація футболу СРСР.
8 лютого 1992 року був заснований Російський футбольний союз. Президентом був обраний В'ячеслав Колосков. РФС - громадська організація, яка буде здійснювати безпосереднє управління російським футболом, а загальним керівництвом та контролем займатиметься державне Федеральне агентство з фізкультури та спорту.
3 липня 1992 року ФІФА визнала РФС правонаступником Федерації футболу СРСР.

## Голови Федерації футболу СРСР
|    | Ім'я         | Термін                       |
| -- | ------------ | ---------------------------- |
| 1. | В. Гранаткін | травень 1959 — січень 1964   |
| 2. | Н. Ряшенцев  | січень 1964 — липень 1967    |
| 3. | В. Мошкаркін | липень 1967 — січень 1968    |
| 4. | Л. Ніконов   | січень 1968 — червень 1968   |
| 5. | В. Гранаткін | липень 1968 — березень 1973  |
| 6. | Б. Федосов   | березень 1973 — грудень 1980 |
| 7. | Б. Топорнін  | грудень 1980 — травень 1989  |
| 8. | Л. Лебедєв   | червень 1989 — січень 1990   |
| 9. | В. Колосков  | січень 1990—1991             |

## Турніри
- Чемпіонат СРСР
- Кубок СРСР
- Кубок Сезону СРСР
- Кубок Федерації футболу СРСР
- Кубок «Золотий колос»
- Кубок «Надії»
- Кубок «Юності»